# Escola Histològica Espanyola
L'Escola Histològica Espanyola és com s'anomena un conjunt d'acadèmics espanyols que van dedicar-se a l'estudi de la histologia. Aquesta escola va néixer de la Societat Espanyola d'Histologia i de les càtedres universitàries d'arreu d'Espanya dedicades a l'estudi de teixits orgànics. La primera va ser la Càtedra d'Histologia de la Universitat Central de Madrid, que es va crear després de la Revolució de 1868 gràcies a la promulgació de la llei de llibertat educativa que permetia incloure les ciències experimentals en els programes universitaris.